# Gadenstedtsches Haus

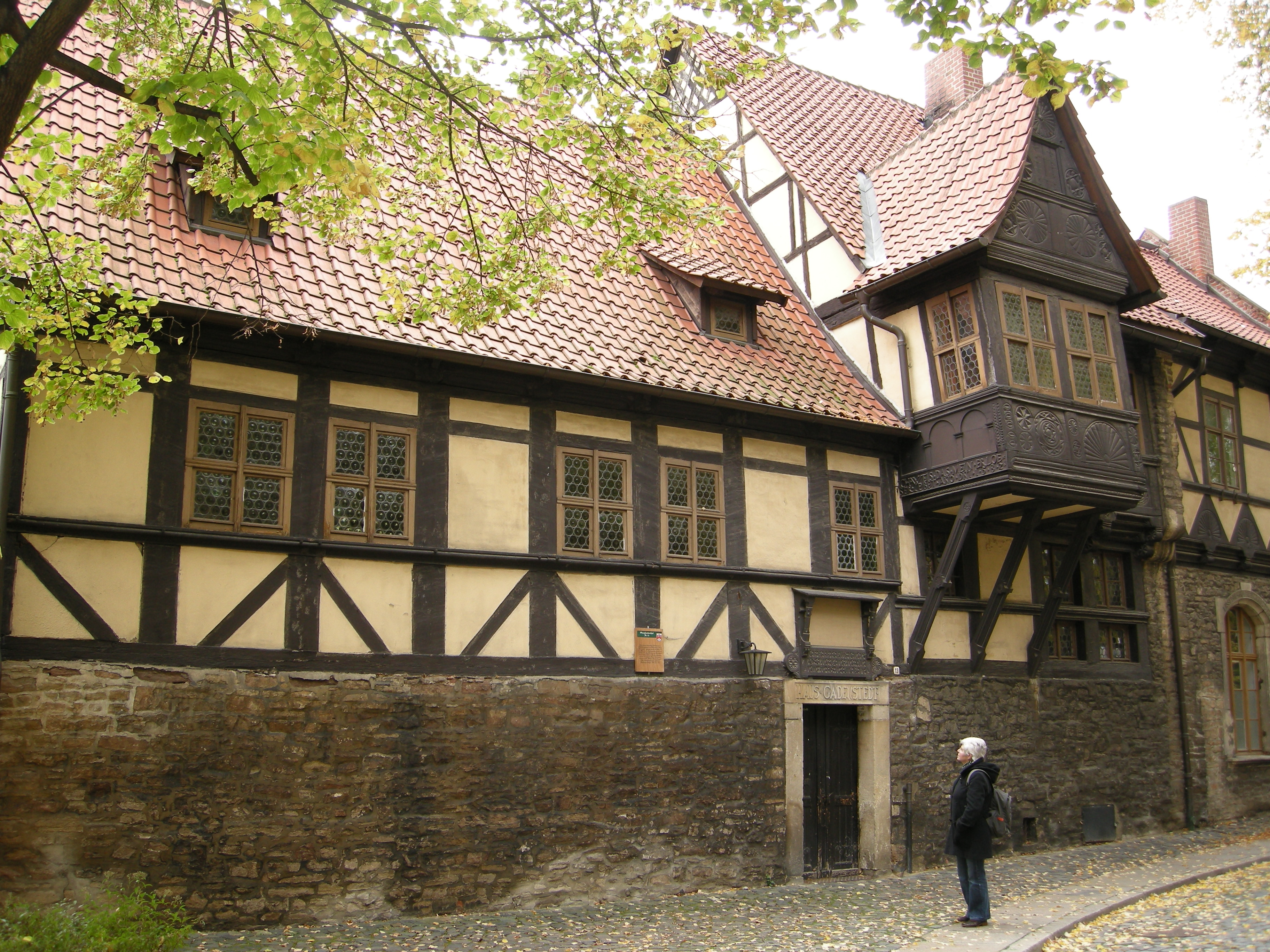
Gadenstedtsches Haus

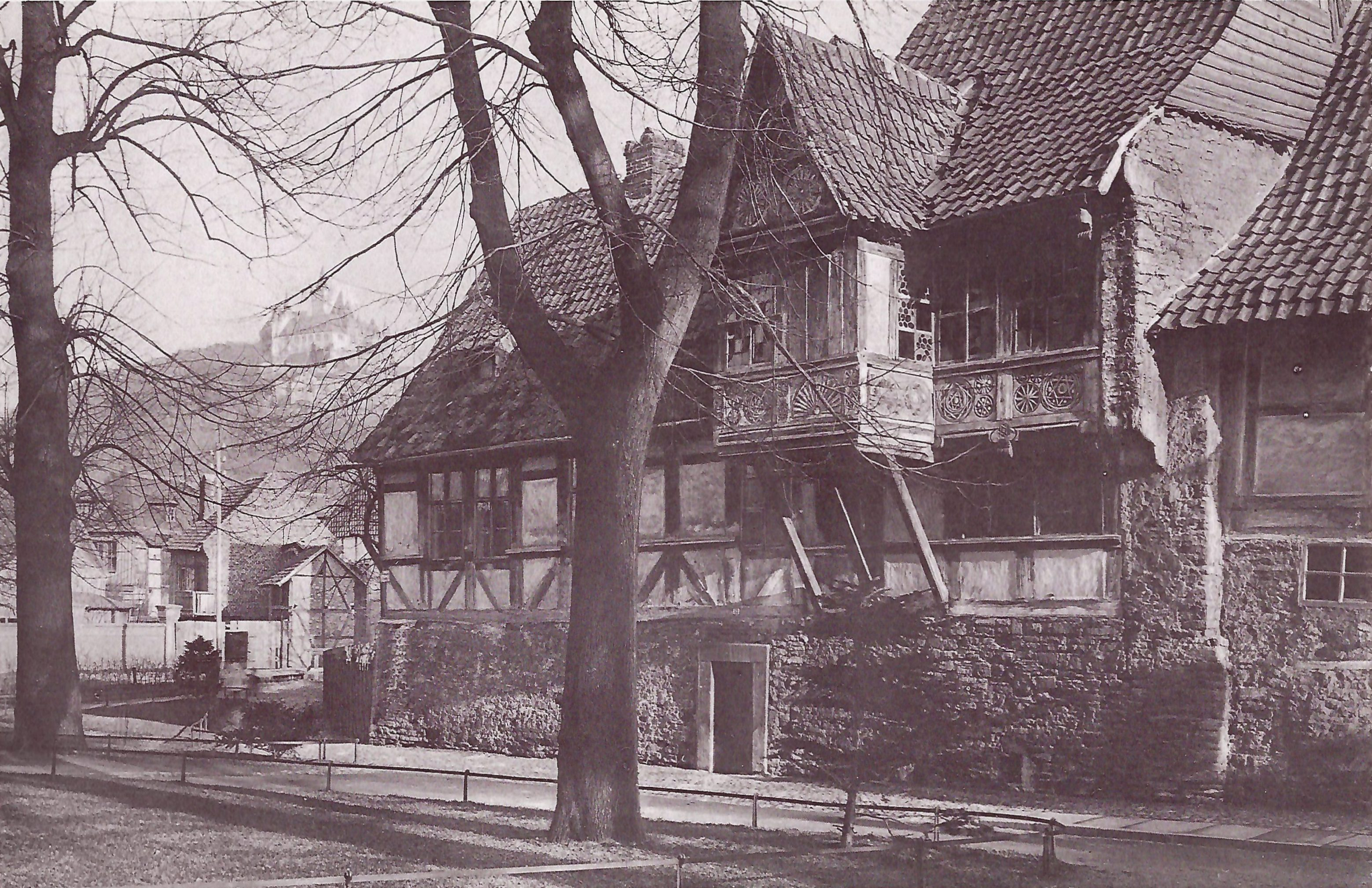
Aufnahme vom Ende des 19. Jahrhunderts

Das Gadenstedtsche Haus ist ein unter Denkmalschutz stehendes Gebäude in der Innenstadt von Wernigerode im Landkreis Harz. Es befindet sich am Oberpfarrkirchhof 13 an einem der ältesten Siedlungsplätze der Stadt. Hier lagen der adelige Fronhof und die Ritterhöfe.

## Geschichte
Am Standort des heutigen Gebäudes befand sich eine erstmals 1265 als Snakenburg (bzw. Schnakenburg) erwähnte Niederungsburg. Die letzten Reste der Burg wurden im Jahr 1805 abgerissen.
Der östliche Teil des heutigen Hauses ist der älteste, er stammt mit seinem aus Rogenstein gebauten massiven Untergeschoss aus der Zeit um 1480. 1543 kaufte der gräflich-stolbergische Schlosshauptmann Dietrich von Gadenstedt das Gebäude und nutzte es für Wohnzwecke. 1573 baute er einen herrschaftlichen Hof um das Gebäude, der wieder Schnakenburg genannt wurde. 1582 ließ er das Haus ausbauen, mit einem Fachwerkaufsatz erweitern, verschönern und den weit vorkragenden Renaissanceerker mit Spitzdach am Haus anbringen. Die mit Kerbschnittornamenten geschmückten Brüstungsfelder und die mit harztypischen Schiebefenstern zu sichernden Butzenglasfenster bestimmen noch heute den Reiz der Fassade. 1586 verstarb Dietrich von Gadenstedt.
Anfang des 18. Jahrhunderts begann der Verfall des Gebäudes, 1883 war sogar der Abriss des Hauses geplant. Nur das Eingreifen des Landeskonservators verhinderte dies. Eduard Jacobs beschrieb im Jahr 1885 den Zustand des Hauses:

„Einen malerischen, freilich auch sehr verfallenen Eindruck macht das im Jahre 1582 von dem alten Hauptmann Dietrich von Gadenstedt erbaute Haus Nr. 13 am Oberpfarrkirchhof. Ueber einem soliden Keller und Untergeschoss von Bruchsteinen erhebt sich ein Fachwerksaufsatz mit einem weit hervorstehenden durch drei Kopfbinden unterstützten Erker. Die Holzschnitzereien daran sind recht sorgfältig ausgeführte geometrische Figuren und Kreise. Um den Rand läuft die theilweise zerstörte Inschrift: ICH WEIS (DAS MEIN) ERLÖSER ... LEBT ... 1582. Durch dieses Haus hatte der Erbauer von seinem grösseren Hause, der in alter Gestalt nicht mehr erhaltenem Schnakenburg aus, seinen Kirchweg zur Oberfarrkirche.“

1891 übernahm die Kirchengemeinde St. Sylvestri das Gebäude und sanierte es mit Gemeinde- und Spendengeldern. Dafür wurden Entwürfe des Schlossbaumeisters Carl Frühling genutzt. Der westliche marode Teil des Gebäudes fiel einem Teilabriss zum Opfer und wurde im historischen Stil neu aufgebaut. Die Kirchengemeinde nutzte diesen Teil dann als Kindergarten und Gemeindesaal. Noch heute dient es als Gemeindehaus der Kirchengemeinde.
Der Türsturz aus Sandstein trägt die Inschrift Haus Gadenstedt. Am Erker steht der Bibelspruch: Ich weis, das mein Erloeser lebet. ANO DNI 1582 (Hiob 19,25). In den beiden Fensterstürzen rechts des Erkers steht Lasset die Kindlein zu mir kommen und wehret ihnen nicht. Marc 10,14.